# Chaudon (Eure i Loir)
Chaudon és un municipi francès, situat al departament de l'Eure i Loir i a la regió de Centre – Vall del Loira. L'any 2007 tenia 1.566 habitants.

## Demografia

### Població
El 2007 la població de fet de Chaudon era de 1.566 persones. Hi havia 602 famílies, de les quals 134 eren unipersonals (57 homes vivint sols i 77 dones vivint soles), 187 parelles sense fills, 240 parelles amb fills i 41 famílies monoparentals amb fills.
La població ha evolucionat segons el següent gràfic:
Habitants censats

### Habitatges
El 2007 hi havia 697 habitatges, 607 eren l'habitatge principal de la família, 70 eren segones residències i 21 estaven desocupats. 670 eren cases i 26 eren apartaments. Dels 607 habitatges principals, 524 estaven ocupats pels seus propietaris, 71 estaven llogats i ocupats pels llogaters i 11 estaven cedits a títol gratuït; 7 tenien una cambra, 32 en tenien dues, 87 en tenien tres, 179 en tenien quatre i 302 en tenien cinc o més. 452 habitatges disposaven pel capbaix d'una plaça de pàrquing. A 239 habitatges hi havia un automòbil i a 310 n'hi havia dos o més.

### Piràmide de població
La piràmide de població per edats i sexe el 2009 era:
| Homes | Edats   | Dones |
| ----- | ------- | ----- |
| 0     | 95 o +  | 0     |
| 0     | 90 a 94 | 0     |
| 4     | 85 a 89 | 4     |
| 8     | 80 a 84 | 16    |
| 32    | 75 a 79 | 36    |
| 32    | 70 a 74 | 16    |
| 32    | 65 a 69 | 48    |
| 40    | 60 a 64 | 20    |
| 36    | 55 a 59 | 28    |
| 40    | 50 a 54 | 56    |
| 52    | 45 a 49 | 40    |
| 64    | 40 a 44 | 80    |
| 44    | 35 a 39 | 68    |
| 60    | 30 a 34 | 40    |
| 32    | 25 a 29 | 32    |
| 36    | 20 a 24 | 32    |
| 40    | 15 a 19 | 64    |
| 68    | 10 a 14 | 32    |
| 56    | 5 a 9   | 28    |
| 44    | 0 a 4   | 44    |

## Economia
El 2007 la població en edat de treballar era de 1.003 persones, 804 eren actives i 199 eren inactives. De les 804 persones actives 750 estaven ocupades (414 homes i 336 dones) i 53 estaven aturades (23 homes i 30 dones). De les 199 persones inactives 60 estaven jubilades, 79 estaven estudiant i 60 estaven classificades com a «altres inactius».

### Ingressos
El 2009 a Chaudon hi havia 623 unitats fiscals que integraven 1.602,5 persones, la mediana anual d'ingressos fiscals per persona era de 21.189 €.

### Activitats econòmiques
Dels 69 establiments que hi havia el 2007, 2 eren d'empreses alimentàries, 3 d'empreses de fabricació d'altres productes industrials, 17 d'empreses de construcció, 18 d'empreses de comerç i reparació d'automòbils, 2 d'empreses de transport, 3 d'empreses d'hostatgeria i restauració, 1 d'una empresa d'informació i comunicació, 2 d'empreses immobiliàries, 8 d'empreses de serveis, 7 d'entitats de l'administració pública i 6 d'empreses classificades com a «altres activitats de serveis».
Dels 24 establiments de servei als particulars que hi havia el 2009, 3 eren tallers de reparació d'automòbils i de material agrícola, 1 autoescola, 6 paletes, 3 guixaires pintors, 2 fusteries, 1 lampisteria, 3 electricistes, 1 empresa de construcció, 1 perruqueria, 1 restaurant i 2 salons de bellesa.
Dels 5 establiments comercials que hi havia el 2009, 1 era una botiga de menys de 120 m², 1 una fleca, 1 una llibreria, 1 una botiga de roba i 1 una botiga de mobles.
L'any 2000 a Chaudon hi havia 7 explotacions agrícoles que ocupaven un total de 854 hectàrees.

## Equipaments sanitaris i escolars
L'únic equipament sanitari que hi havia el 2009 era una ambulància.
El 2009 hi havia una escola elemental integrada dins d'un grup escolar amb les comunes properes formant una escola dispersa.

## Poblacions més properes
El següent diagrama mostra les poblacions més properes.